# Nigel Pearson
Nigel Graham Pearson (ur. 21 sierpnia 1963 w Nottingham) – angielski trener piłkarski oraz piłkarz występujący na pozycji obrońcy, menadżer Leicester City. Wcześniej prowadził także Carlisle United, Southampton oraz Hull City. Był też tymczasowym szkoleniowcem West Bromwich Albion, reprezentacji Anglii do lat 21 i Newcastle United. Jako piłkarz reprezentował barwy Shrewsbury Town, Sheffield Wednesday oraz Middlesbrough.